# TUI Airways

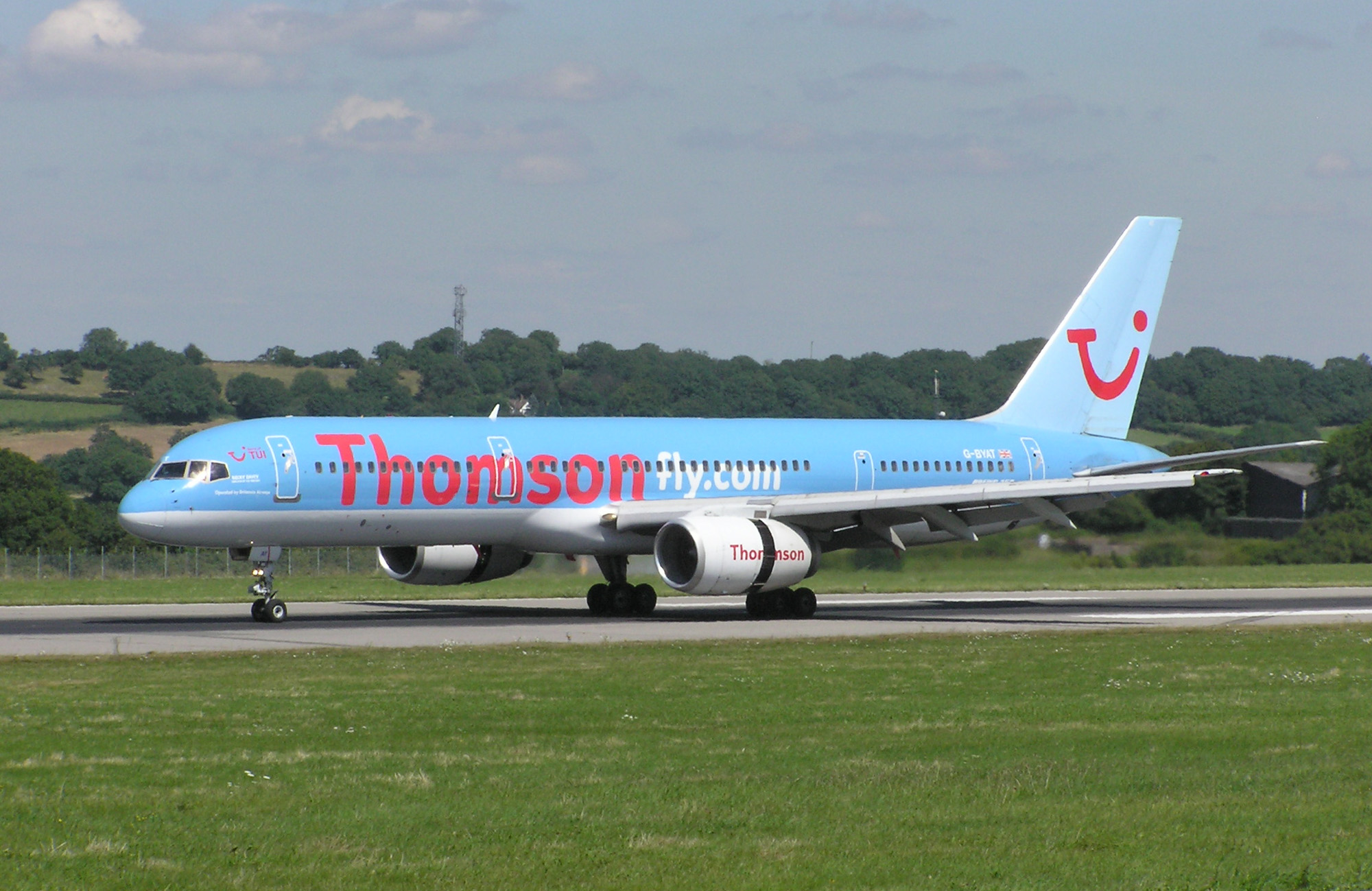
Een Boeing 757-200 van TUI Airways in de oude kleuren van Thomsonfly

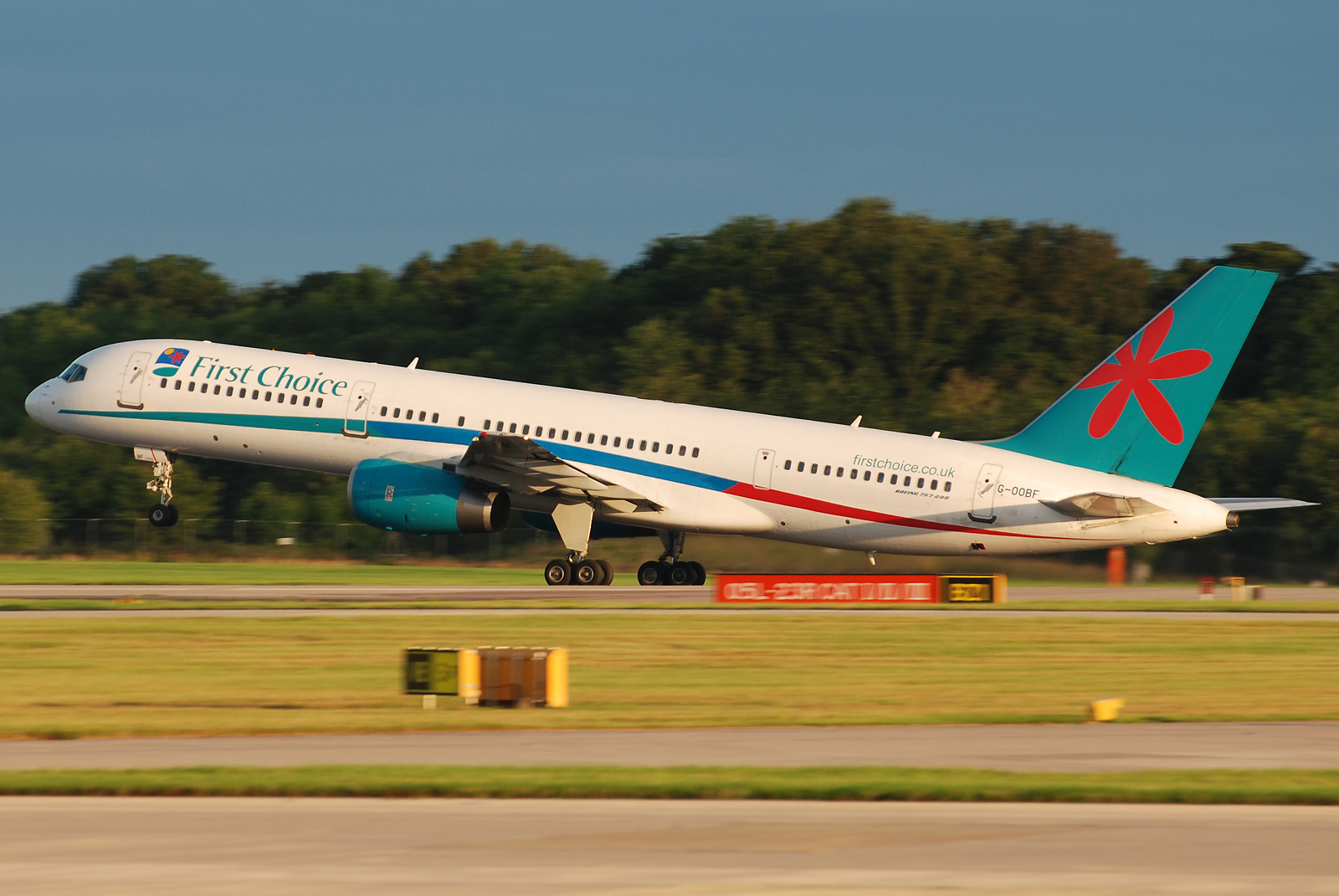
Een Boeing 757-200 van TUI Airways in de oude kleuren van First Choice Airways

TUI Airways, voorheen bekend als Thomson Airways, is een Britse luchtvaartmaatschappij die zowel charter- als lijnvluchten uitvoert.
Het maakt deel uit van de TUI Airlines-groep, samen met vijf andere luchtvaartmaatschappijen, en is onderdeel van de TUI Group, 's werelds grootste toerismegroep. De TUI Airlines-groep omvat TUI fly (België), TUI fly (Nederland), TUI fly (Deutschland), TUI fly Nordic (Scandinavië), Corsair International (Frankrijk) en TUI Airways met een gezamenlijke vloot van meer dan 150 toestellen.
In 2010 vervoerde TUI Airways meer dan 10,9 miljoen passagiers, waarmee het de op twee na grootste luchtvaartmaatschappij van het Verenigd Koninkrijk is, na EasyJet en British Airways. TUI Airways is tevens de grootste charterluchtvaartmaatschappij ter wereld.

## Geschiedenis
TUI Airways werd opgericht als Britannia Airways in 1964. In 2005 werd de naam gewijzigd naar Thomsonfly als onderdeel van de toenmalige merkenstrategie van TUI.
In 2007 fuseerde de reisafdeling van TUI AG met First Choice Holidays PLC. Na de fusie werden ook Thomsonfly en First Choice Airways samengevoegd. Vanaf 2008 vlogen beide luchtvaartmaatschappijen tijdelijk onder hetzelfde air operator certificate, dat van Thomsonfly.
Uiteindelijk werd op 1 november 2008 de overkoepelende luchtvaartmaatschappij Thomson Airways opgericht.
Op 2 oktober 2017 werd de maatschappij hernoemd naar TUI Airways als onderdeel van een nieuwe merkenstrategie, in lijn met de andere luchtvaartmaatschappijen binnen de groep die ook allemaal de naam TUI dragen, met uitzondering van Corsair.

## Luchthavens
TUI Airways heeft basissen op volgende Britse en Ierse luchthavens:
- Belfast International Airport
- Bournemouth Airport
- Bristol International Airport
- Cardiff International Airport
- Dublin Airport
- East Midlands Airport
- Glasgow International Airport
- Luchthaven Birmingham
- Londen Gatwick
- Luchthaven Londen Luton
- Luchthaven Londen Stansted
- Manchester Airport
- Newcastle Airport
- Robin Hood Airport Doncaster Sheffield

## Vloot
De vloot van TUI Airways bestond op December 2021 uit volgende toestellen.
| Toestel          | In dienst | Bestellingen | Passagiers | Passagiers      | Passagiers  |
| Toestel          | In dienst | Bestellingen | F          | Y               | Totaal      |
| ---------------- | --------- | ------------ | ---------- | --------------- | ----------- |
| Boeing 737-800   | 32        | 0            | 0          | 189             | 189         |
| Boeing 757-200   | 14        | 0            | 0          | 235             | 235         |
| Boeing 767-300ER | 4         | 0            | 63 62 31 0 | 195 196 252 328 | 258 283 328 |
| Boeing 787-8     | 8         | 0            | 47         | 241             | 288         |
| Boeing 787-9     | 4         | 0            | 63         | 282             | 345         |
| Totaal:          | 62        | 0            |            |                 |             |